# Ваттеншайд
Ваттеншайд или Ваттеншейд (нем. Wattenscheid) — район города Бохум с 1 января 1975, до реформы по укрупнению городов являвшийся самостоятельным городом.

## Административное устройство
Ваттеншайд разделён на несколько «статистических» районов:
- Ваттеншайд-Митте (Wattenscheid-Mitte)
- Эппендорф (Eppendorf/Munscheid)
- Гюннигфельд (Günnigfeld)
- Хёнтроп (Höntrop)
- Ляйте (Leithe)
- Зевингхаузен (Sevinghausen)
- Хайде (Heide)
- Зюдфельдмарк (Südfeldmark)
- Вестенфельд (Westenfeld/Vogelspoth)

## Спорт
Футбольный клуб Ваттеншайд 09 из этого города играл в Первой Бундеслиге с 1990 по 1994 год.